# Ludwig Weickmann
Ludwig Friedrich Weickmann (* 15. August 1882 in Neu-Ulm, Schwaben; † 29. November 1961 in Bad Kissingen, Unterfranken) war ein deutscher Geophysiker, Meteorologe und Hochschullehrer.

## Leben
Er war das jüngste von drei Kindern des Feldwebels Franz Paul Weickmann (1840–1912) aus Witzighausen (heute Ortsteil von Senden) und der Anna Maria Sauter (1845–1911) aus Dietenheim. Weickmann heiratete am 12. August 1911 Therese Maria Anna Mayer (* 15. Dezember 1883 in München; offiziell † 15. Februar 1941 in Schloss Hartheim tatsächlich am † 3. Februar 1941 in der Tötungsanstalt Pirna-Sonnenstein), die Tochter des Franz Borgias Michael Mayer (1848–1926) aus München und der Therese Elisabeth Pustet (1861–1901) aus Erlau (heute Ortsteil von Obernzell).
Nach dem Abitur am Humanistischen Gymnasium in Ulm studierte Weickmann die Hauptfächer Mathematik, Physik und Astronomie an der Ludwig-Maximilians-Universität München, absolvierte bei Wilhelm Conrad Röntgen ein Praktikum und machte im Jahr 1906 sein Lehramtsexamen. Unterstützt durch das Lamont-Stipendium verlängerte er sein Studium um weitere zwei Jahre, davon zeitweilig auch an der Georg-August-Universität Göttingen.
Seit 1905 hatte Weickmann neben dem Studium bereits als Assistent unter August Schmauß (1877–1954) an der Königlichen Meteorologischen Zentralstation in München gearbeitet. Nach den zwei Stipendienjahren ging er wieder an die Bayerische Landeswetterwarte, wurde im Jahr 1911 bei Aurel Voss (1845–1931) mit einem mathematischen Thema zur Beiträge zur Theorie der Flächen mit einer Schar von Minimalgeraden promoviert und übernahm anschließend einen Lehrauftrag als Privatdozent in Weihenstephan.
Mit dem Bayerischen Luftschiffer-Bataillon zog Weickmann bei Beginn des Ersten Weltkriegs (1914) bis September 1915 an die Westfront. Das Militär nutzte seine Fachkenntnisse für die sich entwickelnde Frontfliegerei, für Frei- und Fesselballoneinsätze, für Luftschiffflüge und ähnliches. Im Oktober 1915 reiste er mit dem Leiter des militärischen Wetterdienstes im Deutschen Großen Hauptquartier Geheimrat Hugo Hergesell nach Konstantinopel und war von 1915 bis 1918 Leiter des türkischen Wetterdienstes. Die dort gewonnenen wissenschaftlichen Erkenntnisse nutzte Weickmann 1922 an der Universität München für seine Habilitationsschrift mit dem Thema „Luftdruck und Winde im östlichen Mittelmeergebiet“.
1923 trat Weickmann das Direktorat des „Geophysikalischen Instituts“ an der Universität Leipzig an und besetzte als Nachfolger von Robert Wenger (1886–1922) den dortigen Lehrstuhl. Die nun folgenden zwei Jahrzehnte werden oft als die Blütezeit des Instituts bezeichnet. In erster Linie trugen Weickmanns ungewöhnliches Talent für Wissenschaftsorganisation und seine herausragende Persönlichkeit als Hochschullehrer dazu bei. In der Öffentlichkeit wurde Weickmann durch die Teilnahme an aufsehenerregenden Forschungsreisen bekannt. Besonders ist die Polarfahrt des Luftschiffes LZ127 („Graf Zeppelin“) im Jahr 1931 zu nennen, bei der er die meteorologische Leitung innehatte. Diese Expedition mit einem umfangreichen Forschungsprogramm nimmt einen hervorragenden Platz im Rahmen der internationalen Arktisforschung ein.
Außerhalb seines Instituts und neben seiner Lehrtätigkeit übernahm Weickmann eine Reihe weiterer Ämter. So war er längere Zeit Dekan der Philosophischen Fakultät und Prorektor der Universität Leipzig. Im November 1933 unterzeichnete er das Bekenntnis der deutschen Professoren zu Adolf Hitler. In der „Deutschen Geophysikalischen Gesellschaft“ hatte er elf Jahre den Stellvertretenden Vorsitz inne. In der „Deutschen Meteorologischen Gesellschaft“ engagierte er sich im Beirat.
Weickmann war Präsident des 1934 gegründeten Reichsamts für Wetterdienst in Berlin.
Weickmann wurde zwar ab 1940 ohne eigenen Antrag als Mitglied der NSDAP geführt, dennoch war ihm der Antisemitismus völlig fremd. So protestierte er als Dekan erfolgreich gegen die Entlassung seines Kollegen Friedrich Levi (1888–1966) am Mathematischen Institut. Zwei Jahre später wurde Levi aber dennoch entlassen und emigrierte nach Indien. Nach 1945 bezeugte auch sein ehemaliger jüdischer Schüler und Assistent Bernhard Haurwitz (1905–1986) die antinazistische Haltung Weickmanns.
Nach der Besetzung Norwegens wurde Weickmann im April 1940 für einige Zeit als Chefmeteorologe zur Luftflotte 5 nach Oslo abkommandiert, behielt aber bis Ende des Zweiten Weltkriegs (1945) seine Tätigkeit in Leipzig.
Am 19. Oktober 1945 wurde Weickmann von der Amerikanischen Militärregierung (OMGUS) als Berater für den Aufbau eines deutschen Wetterdienstes nach Berlin geholt, wurde dann 1946 der erste Präsident des neuen Deutschen Wetterdienstes (DWD) mit Sitz in Bad Kissingen und hielt dieses Amt bis zum Jahr 1952, als er in den Ruhestand ging. In diese Zeit fiel auch die Produktion des Dokumentarfilms „Wetterwart auf Deutschlands höchstem Gipfel“ von Wolfgang Gorter über die Zugspitzwetterwarte, dessen Kommentar Weickmann selbst sprach.
Nach Eintritt in seinen Ruhestand folgte für zwei Jahre ein Lehrauftrag am „Meteorologischen Institut“ der Freien Universität Berlin, an dessen Einrichtung Weickmann schon während seiner Bad Kissinger Amtszeit mitgewirkt hatte. Am 19. Juni 1954 wurde er in Berlin mit der Ehrendoktorwürde eines Dr. h. c. rer. nat. ausgezeichnet.
Gerade zurückgekehrt von einer Sitzung des Wissenschaftlichen Beirats des Deutschen Wetterdienstes starb Weickmann zuhause in Bad Kissingen an den Folgen eines Schlaganfalls.
Michael Börngen et al. (siehe unten) beschreiben Weickmann in ihrem Aufsatz als einen der letzten deutschen „Geophysiker, der noch die Gesamtheit des Faches, die Physik der festen Erde, der Atmosphäre und der Hydrosphäre vertrat“.

## Mitgliedschaften
Weickmann war Mitglied oder sogar Ehrenmitglied in zahlreichen Akademien wie der Sächsischen Akademie der Wissenschaften zu Leipzig (ab 1925, von 1940 bis 1945 als deren Präsident), der Deutschen Akademie der Naturforscher Leopoldina (ab 1932, von 1943 bis 1961 als Obmann der Sektion Geophysik und Meteorologie), der Bayerischen Akademie der Wissenschaften und der Akademie der Wissenschaften und der Literatur in Mainz.

## Orden und Ehrenzeichen
- Großes Verdienstkreuz des Verdienstordens der Bundesrepublik Deutschland (August 1952)